# Nazionale maschile universitaria di football americano degli Stati Uniti d'America
La Nazionale di football americano universitaria degli Stati Uniti d'America è la selezione maschile di football americano che rappresenta il Stati Uniti d'America nelle varie competizioni ufficiali o amichevoli riservate a squadre nazionali universitarie.
Nel 2017 USA Football è stata espulsa dalla fazione parigina di IFAF (ma non da quella newyorkese) e al suo posto è stata ammessa la USFAF, che gestisce la selezione "USA Eagles". Pertanto per le competizioni gestite dalle due fazioni esistono due diverse nazionali con uguale grado di ufficialità fino a risoluzione della scissione in seno a IFAF.

## Risultati
Legenda: Grassetto: Risultato migliore, Corsivo: Mancate partecipazioni

## Dettaglio stagioni

### Mondiali

#### Fase finale
| Stagione | regular season | regular season | regular season | regular season | regular season | regular season | playoff | playoff | playoff | playoff | playoff | playoff       | playoff    |
|          | Vin            | Par            | Per            | Tot            | PF             | PS             | Vin     | Per     | Tot     | PF      | PS      | risultato     | avversaria |
| -------- | -------------- | -------------- | -------------- | -------------- | -------------- | -------------- | ------- | ------- | ------- | ------- | ------- | ------------- | ---------- |
| 2016     | 3              | 0              | 1              | 4              | 173            | 21             |         |         |         |         |         | Secondo posto |            |
| 2018     | 3              | 0              | 1              | 4              | 197            | 23             |         |         |         |         |         | Secondo posto |            |
| Totale   | 6              | 0              | 2              | 8              | 370            | 44             |         |         |         |         |         |               |            |

Fonte: americanfootballitalia.com

### Riepilogo partite disputate
| Anno           | Luogo     | Evento   | Fase del torneo | Incontro                    | Risultato |
| 2016           | Monterrey | Mondiale | Girone          | Stati Uniti - Cina          | 55 - 0    |
| 2016           | Monterrey | Mondiale | Girone          | Giappone - Stati Uniti      | 14 - 22   |
| 2016           | Monterrey | Mondiale | Girone          | Stati Uniti - Guatemala     | 61 - 0    |
| 2016           | Monterrey | Mondiale | Girone          | Messico - Stati Uniti       | 35 - 7    |
| 14 giugno 2018 | Harbin    | Mondiale | Girone          | Stati Uniti - Cina          | 69 - 0    |
| 19 giugno 2018 | Harbin    | Mondiale | Girone          | Giappone - Stati Uniti      | 3 - 42    |
| 21 giugno 2018 | Harbin    | Mondiale | Girone          | Stati Uniti - Messico       | 17 - 20   |
| 24 giugno 2018 | Harbin    | Mondiale | Girone          | Stati Uniti - Corea del Sud | 69 - 0    |

## Confronti con le altre Nazionali
Questi sono i saldi degli Stati Uniti d'America nei confronti delle Nazionali incontrate.

### Saldo positivo
| Nazionale     | Giocate | Vinte | Pareggiate | Perse | PF  | PS | Ultima vittoria | Ultimo pari | Ultima sconfitta |
| ------------- | ------- | ----- | ---------- | ----- | --- | -- | --------------- | ----------- | ---------------- |
| Cina          | 2       | 2     | 0          | 0     | 124 | 0  | 2018            | -           | -                |
| Corea del Sud | 1       | 1     | 0          | 0     | 69  | 0  | 2018            | -           | -                |
| Guatemala     | 1       | 1     | 0          | 0     | 61  | 0  | 2016            | -           | -                |
| Giappone      | 2       | 2     | 0          | 0     | 64  | 17 | 2019            | -           | -                |

### Saldo negativo
| Nazionale | Giocate | Vinte | Pareggiate | Perse | PF | PS | Ultima vittoria | Ultimo pari | Ultima sconfitta |
| --------- | ------- | ----- | ---------- | ----- | -- | -- | --------------- | ----------- | ---------------- |
| Messico   | 2       | 0     | 0          | 2     | 24 | 55 | -               | -           | 2018             |

## Roster storici
| Roster degli Stati Uniti d'America - Mondiale universitario 2016 |
| --- |
| Quarterback - 4 Reginald Langford jr. - 12 Maclane Roche - 13 Elgin Hilliard jr. Running Back - 1 Cristopher Elliott - 15 Kennedy Hill - 24 London Fitzhugh - 28 James Banks - 33 Chad McCone Wide Receiver - 5 Christopher Grice jr. - 9 Joseph Worth - 10 Trayvon Neal - 11 Felix Neboh - 19 Lane Knost Tight End - 18/80 Andrew Dillon - 84 Jonathon Rodriguez Offensive Linemen - 21 Shabre Judkins - 50 Timothy Farina - 52 Ashtin Napolitano - 53 Martin Brazwell - 56 Reginald White - 63 Lex Tande - 71 Javier Rivera - 75 Manrey Saint-Amour Defensive Linemen - 6 Casey Molifua DE - 20 Kaleb Pohlman DE - 44 Joseph Talauki DE - 58 Stephen Cox DE - 77 Jeremiah Lowery DT - 90 Skyler Suggs - 92 Craig Neece jr. - 94 Fred Clearman III DE Linebacker - 7 Nathaniel Robinson - 17 Allen Maxime - 30 Samuel Shick - 45 Wade Pelc - 46 Eduardo Nunez Defensive Back - 2 Vattel Voigt - 22 Donovan Morris - 29 Dan Casey - 31 Asante Easter - 32 Josh Freeman SS - 42 Nicholas Shriner SS Special Team - 3 Matthew Davis K - 8 Ryan Gralish P/K - 14 Patrick Disalvio P - 88 Mark Hickey LS Roster aggiornato al 12 febbraio 2025 |